# 巴基斯坦正義運動
巴基斯坦正義運動（罗马化：Pakistan Tehreek-e-Insaf，缩写为PTI），简称正义运动党。是巴基斯坦一個走中间派、民族主義、社群主義路線的政治黨派。
正義運動是由巴基斯坦前板球隊隊長及慈善家伊姆蘭·汗在1996年創立，是巴基斯坦發展最快的黨派。此政黨支持平等主義及現代化的伊斯蘭民主福利國家。根據2013年選舉結果顯示，正義運動是巴基斯坦第三大政黨。
2014年8月14日，正義運動在伊姆蘭·罕的帶領下發起了“阿扎迪遊行”（Azadi March，“自由”游行）到首都伊斯兰堡向政府示威，指控2013年大選舞弊並要求總理納瓦茲·謝里夫辭職。
2018年大選，正義運動取得149席，成功打破巴基斯坦政壇兩大黨輪替的局面，但因為仍然未過半，正義運動需要跟其他小黨合作。
2024年大选，尽管其领袖伊姆兰·汗被监禁，正义运动党也被巴基斯坦政府打压，其候选人还是以独立候选人的身份赢取国会最多的席位。

## 外部連結
- Official Website （页面存档备份，存于）
- Official Twitter Account （页面存档备份，存于）